# Quartinia medusa
Quartinia medusa är en stekelart som beskrevs av Richards 1962. Quartinia medusa ingår i släktet Quartinia och familjen Masaridae. Inga underarter finns listade i Catalogue of Life.